# Karl Bischoff (Germanist)

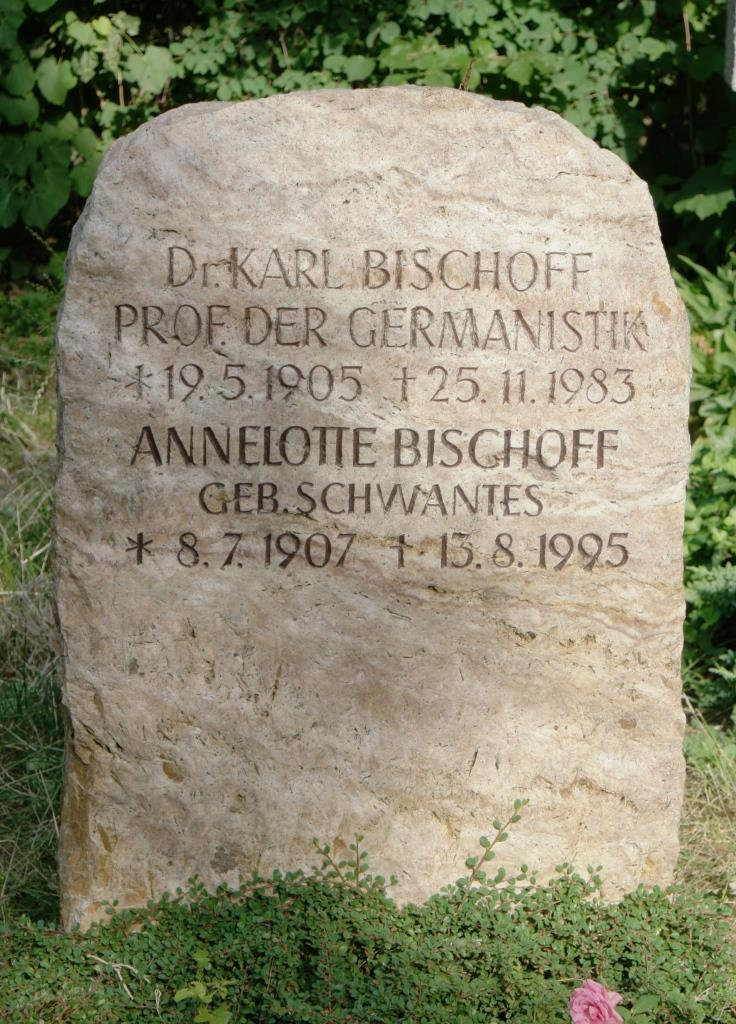
Grab von Karl Bischoff auf dem Hauptfriedhof Mainz

Karl Bischoff (* 19. Mai 1905 in Aken (Elbe); † 25. November 1983 in Mainz) war ein deutscher Germanist und Hochschullehrer. Er flüchtete 1958 aus der DDR.

## Leben
Als Sohn eines Schmieds geboren, begann Karl Bischoff nach seiner Grundschul- und Gymnasialausbildung 1925 in Leipzig das Studium der Germanistik, Geschichte und Volkskunde, das er in Tübingen und Marburg fortsetzte. 1930 promovierte er in Marburg mit der Arbeit Studien zur Dialektgeographie des Elbe-Saale-Gebietes in den Kreisen Calbe und Zerbst bei dem Sprachforscher Ferdinand Wrede (1863–1934).
Nach Ablegung des wissenschaftlichen und pädagogischen Staatsexamens war er zunächst im höheren Schuldienst in Halberstadt, Elbingerode, Salzwedel und Magdeburg tätig.
1933 trat Bischoff der SA bei, am 9. September 1937 beantragte er die Aufnahme in die NSDAP und wurde rückwirkend zum 1. Mai desselben Jahres aufgenommen (Mitgliedsnummer 4.985.425). Er gehörte auch dem Nationalsozialistischen Lehrerbund an. Nach dem Krieg trat er der CDU bei.
Die neben seiner schulischen Tätigkeit betriebene wissenschaftliche Arbeit führte 1943 zur Habilitation an der Universität Halle mit einer Untersuchung über die Sprache des Sachsenspiegels von Eike von Repgow. Von da an wirkte Karl Bischoff nebenberuflich als Dozent in Halle, ehe er 1948 zum Professor mit Lehrauftrag ernannt wurde. 1951 erfolgte seine Berufung auf den Lehrstuhl für Deutsche Philologie an der Universität Halle. Einen an ihn ergangenen Ruf an die Universität Göttingen 1958 lehnte er noch ab, weil er sich vom mitteldeutschen Raum und seiner mit ihm eng verbundenen Forschung nicht trennen wollte. Die politische Entwicklung in der DDR jedoch veranlasste Karl Bischoff zur Flucht aus der DDR. „Im Frühjahr 1959 gab der Ruf auf den Lehrstuhl für Deutsche Philologie und Volkskunde in Mainz Karl Bischoff eine neue Wirkungsstätte, ihm und seiner Familie eine neue Heimat“ (H.H. Krummacher). Bis zu seiner Emeritierung 1970 wirkte Karl Bischoff in der ihm eigenen zurückhaltenden, gleichwohl effektiven Art in Mainz, denn einen an ihn ergangenen Ruf an die Universität Tübingen 1962 lehnte er ab.
Das wissenschaftliche Renommee Karl Bischoffs zeigt sich in der Mitgliedschaft der Sächsischen Akademie der Wissenschaften in Leipzig (1955), der Göttinger Akademie der Wissenschaften (1957), der Akademie der Wissenschaften und der Literatur in Mainz (1965) sowie der Academie voor Taal- en Letterkunde in Gent (1972). Als Mensch war Karl Bischoff von einer ebenso außergewöhnlichen wie wohltuenden Bescheidenheit, als Forscher und akademischer Lehrer von beeindruckender Ehrlichkeit. Bisweilen legte er „den ethischen Kern seiner akademischen Lehre vor den Hörern bloß; daß dieser Kern für ihn selbst aus der Demut christlichen Glaubens hervorging, behielt der Universitätslehrer für sich“ (G. Eifler).

## Veröffentlichungen (Auswahl)
- Studien zur Dialektgeographie des Elbe-Saale-Gebietes in den Kreisen Calbe und Zerbst (2 Bde.), Diss. Marburg 1935
- Die Volkssprache in Stadt und Land Magdeburg, 1938
- Zur Sprache des Sachsenspiegels von Eike von Repgow. Habil. Halle 1944
- Magdeburg. Zur Geschichte eines Ortsnamens, in: Thomas Frings (Hrsg.), Beiträge zur Geschichte der deutschen Sprache 72, 1950, 392–420;
- Herausgeber: Sendbrief vom Dolmetschen. Martin Luther, 1951
- Herausgeber: Mitteldeutsche Studien, Bde. 13–23, 1953–1961 (mit Thomas Frings)
- Elbostfälische Studien, 1954
- Mittelalterliche Überlieferung und Sprach- und Siedlungsgeschichte im Ostniederdeutschen. 1966 (= Abhandlungen der geistes- und sozialwissenschaftlichen Klasse der Akademie der Wissenschaften und der Literatur in Mainz. Jahrgang 1966, Nr. 4).
- Sprache und Geschichte an der mittleren Elbe und der unteren Saale, 1967
- Die 14. Aventiure des Nibelungenliedes. Zur Frage des Dichters und der dichterischen Gestaltung, 1970
- Akener Wörterbuch, 1977, ISBN 3412016772
- Das Mittelelbische Wörterbuch, 1984, ISBN 3-515-04302-0[5]

## Nachlass
- Martin-Luther-Universität Halle-Wittenberg: Karl-Bischoff-Archiv im Germanistischen Institut[6]